# Oxigenação por membrana extracorporal

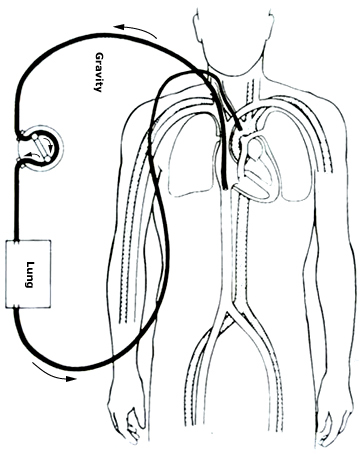
Oxigenação por membrana extracorporal veno-arterial

Oxigenação por membrana extracorporal (ECMO) é uma técnica de suporte de vida extracorporal em doentes com falência cardiovascular ou pulmonar. A ECMO usa uma bomba para fazer circular o sangue por um pulmão artificial fora do corpo, regressando depois à corrente sanguínea.
Entre as condições mais comuns que podem necessitar de ECMO estão casos de pneumonia grave, COVID-19 (em casos agudos), hérnia diafragmática congénita, doenças cardíacas congénitas, síndrome de aspiração de mecónio, pressão arterial muito elevada nas artérias dos pulmões e durante o recobro de uma cirurgia cardíaca. A ECMO é uma técnica complexa, de alto risco e custo elevado. Entre as possíveis complicações estão hemorragias, formação de coágulos sanguíneos e infeções.

## História
A ECMO foi desenvolvida na década de 1950 por John Gibbon, e depois por C. Walton Lillehei. O primeiro uso em neonatos foi em 1965.
Banning Gray Lary foi o primeiro a demonstrar que o oxigênio intravenoso poderia manter a vida. Seus resultados foram publicados no periódico Surgical Forum em novembro de 1951. Lary comentou seu primeiro trabalho a respeito em uma apresentação de 2007, onde escreve: "Nossa pesquisa começou por elaborar um aparato que, pela primeira vez, manteve os animais vivos enquanto respiravam nitrogênio puro. Isso foi efetuado com bolhas de oxigênio bastante pequenas injetados à corrente sanguínea. Essas bolhas eram feitas através da adição de um 'agente umidificante' no oxigênio, que era forçada através de um filtro de porcelana até a corrente de sangue venoso. Pouco após sua apresentação inicial no Colégio Americano de Cirurgiões, esse aparato foi avaliado por Walton Lillehei, que, junto de DeWall, construiu a primeira máquina cardiopulmonar que empregava um oxigenador de bolhas. Com algumas adaptações, essas máquinas permaneceram sendo usadas pelos próximos vinte anos."

#### Uso durante a pandemia de COVID-19
No começo de fevereiro de 2020, médicos chineses aumentaram o uso de ECMO como um suporte adicional para pacientes apresentando síndrome respiratória aguda grave associada à infecção pelo vírus SARS-CoV-2 quando, mesmo após o uso de ventiladores mecânicos, os níveis de oxigenação permanecem baixos demais para manter o paciente. Relatórios preliminares demonstram que o tratamento auxilia a recuperação da oxigenação sanguínea e reduz as fatalidades entre os aproximadamente 3% dos casos onde foi utilizado. Para pacientes criticamente doentes, a taxa de mortalidade baixou de cerca de 59–71% com terapia convencional para 46% com o uso da oxigenação por membrana extracorpórea. A capa do jornal LA Times em 14 de março de 2021 ilustrou a eficácia do ECMO em uma paciente extremamente comprometida por COVID-19. No Brasil, a terapia só obteve aprovação do Conselho Federal de Medicina em 2018. Eram 21 centros médicos habilitados ao procedimento no país em 2021. Em Portugal, um paciente esteve durante cinco meses sob suporte da ECMO, a mais prolongada aplicação do método registrada até março de 2021.